# ATP Bologna Outdoor 1990
L'ATP Bologna Outdoor 1990 è stato un torneo di tennis giocato sulla terra rossa. È stata la 6ª edizione dell'ATP Bologna Outdoor, che fa parte della categoria World Series nell'ambito dell'ATP Tour 1990. Si è giocato a Bologna in Italia, dal 21 al 27 maggio 1990.

## Campioni

### Singolare
Richard Fromberg ha battuto in finale  Marc Rosset 4–6, 6–4, 7–6

### Doppio
Gustavo Luza /  Udo Riglewski hanno battuto in finale  Jérôme Potier /  Jim Pugh con il punteggio di 7–6, 4–6, 6–1